# Кюлявков, Крум
Крум Павлов Кюля́вков (иногда Кулявков; болг. Крум Павлов Кюлявков, 25.02.1893, Кюстендил, Болгария — 18.12.1955, София, Болгария) — болгарский писатель и деятель болгарской компартии. Заслуженный деятель культуры (с 1953).
Член Болгарской компартии с 1918 года. В 1921 году был делегатом III конгресса Коминтерна в Москве. В 1928—1940 годах жил в СССР, в частности на территории Украины (преимущественно в Харькове). Издал сборники стихов «Поднятые топоры» (1931), поэмы «Атака» (1931), «Саша» (1932), роман «Перелом» (1935). Вернувшись в Болгарию, участвовал в нелегальном коммунистическом движении. Основные произведения — сборник стихов «Разгар» (1945), пьесы «Борьба продолжается» (1945). «Борсанови» (1948), «Первый удар» (1952, о Г. Димитрове; поставлена на сцене Киевского театра им. Леси Украинки), повесть «Хлеб и еще кое-что» (изд. 1956). Автор очерков о Советском Союзе.
Переводил произведения Т. Шевченко, в частности, в 1939 году в Киеве издана на болгарском языке повесть «Художник» и сборник поэтических «Избранных произведений», которые переизданы в 1950 в Софии в дополненном виде, перевёл «Завещание». Переводил также произведения П. Тычины, В. Маяковского.

## Украинские переводы
- Борьба продолжается. — К., 1946,
- Первый удар. — К., 1959,
- Стихи в кн.: Антология болгарской поэзии, т. 2. — К., 1974.

## Русские переводы
- Из воспоминаний / пер. с болг. Э. Валева // «Я земной шар чуть не весь обошёл…»  / Сост. В. Терёхина, А. Зименков. — М.: Современник, 1988. — С. 269—272.